# César Garipe
César Daniel Garipe (San Juan, Argentina, 7 de mayo de 1981) es un ex futbolista argentino. Su posición era la de centrocampista. Actualmente se desempeña como presidente en el Club Atlético de la Juventud Alianza que disputa el Torneo Regional Amateur.

## Trayectoria
Sus inicios en el fútbol los realizó en Juventud Alianza del Torneo Argentino B, además de jugar en una gran cantidad de  clubes del fútbol Argentino.
Consiguió dos subcampeonatos y ascensos a la Primera División de Argentina, el primero en 2004 tras ascender con Argentinos Juniors después de terminar segundo en la tabla de posiciones de la Primera B Nacional 2003-04. En 2008, con Godoy Cruz logró obtener su segundo subcampeonato después de terminar en la segundo en la Primera B Nacional 2007/08.

## Clubes
| Club                    | País           | Año             |
| ----------------------- | -------------- | --------------- |
| Juventud Alianza        | Argentina      | 1997 - 1998     |
| Huracán                 | Argentina      | 1998 - 2002     |
| Lanús                   | Argentina      | 2002 - 2003     |
| Argentinos Juniors      | Argentina      | 2003 - 2004     |
| Pontevedra CF           | España         | 2004 - 2005     |
| MetroStars              | Estados Unidos | 2005            |
| Godoy Cruz              | Argentina      | 2006            |
| Juventud Alianza        | Argentina      | 2006 - 2007     |
| Godoy Cruz              | Argentina      | 2007 - 2008     |
| Independiente Rivadavia | Argentina      | 2008 - 2010     |
| Everton                 | Chile          | 2010 - 2011     |
| Huracán Las Heras       | Argentina      | 2011 - 2012     |
| Juventud Alianza        | Argentina      | 2012 - 2013     |
| Gimnasia y Esgrima (M)  | Argentina      | 2013 - 2014     |
| Juventud Alianza        | Argentina      | 2014 - Presente |